# Rhampsinitus transvaalicus
Rhampsinitus transvaalicus is een hooiwagen uit de familie echte hooiwagens (Phalangiidae).